# Парменид (Платон)
Пармени́д (греч. Παρμενίδης) — сократический диалог Платона. В диалоге воспроизводится беседа, которую на Великие Панафинеи в 450 году до н. э. вели в доме Пифодора, слушателя Зенона Элейского, 65-летний Парменид, 40-летний Зенон, 20-летний Сократ и юноша Аристотель (не имеющий отношения к одноимённому философу), впоследствии — один из тридцати тиранов. «Парменид» — самый тяжёлый для понимания диалог Платона.

## Первая часть
Диалог состоит из двух частей. Первая меньшая часть представляет собой своеобразное введение в логику, разграничивающее свойства идей и свойства вещей (и мышления о них). Идеи — нечто всеобщее, слитное, не дробящееся. Вещи же и явления эмпирического мира множественны, подвержены изменениям и допускают различные трактовки. Так, Зенон, вопреки очевидному приводит логическое доказательство тому, что «многое не существует» (апория предикации). Главный вывод, который делает Платон устами Парменида, утверждает, что идеи существуют сами по себе и лишь к самим себе относятся, и точно так же вещи или их подобия в нас имеют отношение только друг к другу (133с — 134а). Конечно, вещи каким-то образом «приобщаются к идеям, но не посредством подобия: надо искать какой-то другой способ их приобщения» (133а).

## Вторая часть
Диалектика одного (единого) и иного

### I. Полагание одного (137с — 160b)
Вторая, бо́льшая часть диалога — это по-разному и произвольно трактующиеся восемь гипотез (гипотеза как «основание»), составляющих логику Платона. Однако следует принять во внимание тот факт, что между логикой гипотез Платона и структурой логики Гегеля (в движении идеи от бытия до понятия) существует полное совпадение.
Первая гипотеза (137с — 142а) говорит о том, что исходной категорией логики является всеобщее единое (субстанция, или бытие, по Гегелю), которое только по форме абстрактно, бессодержательно. В себе же оно не может быть совершенно пустым (142а), следовательно, имеет в себе содержание. Это первое объяснение идеи снятия.
Вторая гипотеза (142b — 157а) — это уже начало движения самой логики, которая развёртывается из единого, содержащего в снятом виде и субъект, и все его предикаты. Единое «…должно быть тождественно самому себе и отличным от самого себя и точно так же тождественным другому и отличным от него…» (146а — b). У Гегеля это движение от абстрактного к конкретному.
В третьей гипотезе (157b — 159а) Платон объясняет и уточняет сам принцип снятия противоположностей. Противоположность единого не есть единое (157b), но будучи иным, оно не лишено единого, ибо есть по отношению к нему «своё иное». Такую причастность Гегель обозначает как «снятую противоположность».
В четвёртой гипотезе (159b — 160b) Платон показывает, что предикат единого можно развернуть точно так же, как и само единое («предикат есть субъект» по Гегелю). Он дважды рассматривает фактически одно и то же (единое в его полярных свойствах, затем иное единого в его полярных свойствах), то есть повторяется, поэтому эта гипотеза не является самостоятельным (отдельным) этапом развёртывания логики.
II. Отрицание одного (160b — 166c)

Пятая гипотеза (160b — 163b) — это следующий этап развёртывания логики единого (идеи, субстанции), этап «несуществующего единого». Субъект логики — единое — не только снимается, но и обозначается иной категорией. Однако такое единое не только не лишено перечисленных ранее предикатов, но, несмотря на своё отрицание, «неявно» должно претерпевать всё те же изменения (взаимодействия предикатов и субъекта), У Гегеля это снятие «сфер идеи», системных категорий, каждая из которых, как субстанция, развёртывается от абстрактного к конкретному: бытие снимается сущностью, сущность — понятием.
Шестая гипотеза(163b — 164b) уточняет, что единое, как субъект логики, — это момент живой субстанции, идеи, оно поддерживает её жизнь. Субъект логики даже с иным названием остаётся в себе единым. Без этого единое никак не существует и не имеет никакого бытия [163d]. Если снятое не будет таковым, то не будет никакой логики и никакой диалектики иного.
Седьмая гипотеза (164b — 165d). Объясняет, что в качестве следующего, второго субъекта логики Платон берёт категорию «иное». Но это не «иное единого» из тождества противоположностей третьей гипотезы, выбирая именно такую категорию, Платон хотел показать только сам принцип построения логики. Теперь своей противоположностью новое иное должно иметь не единое, которое являлось субъектом логики, а другое иное и вся рефлексия его превращается в отношение не с единым, а с самим собой. Этот же приём мы обнаруживаем и в логике Гегеля: этап бытия сменяет сущность, а её сменяет понятие и каждое из них восходит от абстрактного к конкретному.
Восьмая гипотеза (165е — 166с) является в сущности подведением итогов. «… Если в ином не содержится единое, то иное не есть ни многое, ни единое» (165е). Нет реальности без идеи, субстанции, как нет логики субстанции без общего, единого субъекта, который возникает в самом начальном её этапе, поэтому «… если единое не существует, то ничего не существует» (166с).